# Kruisigingsretabel
Het Kruisigingsretabel is een altaarstuk dat in 1390-1399 werd vervaardigd door de beeldsnijder Jacob de Baerze en de kunstschilder Melchior Broederlam voor het kartuizerklooster Champmol in Dijon. De opdracht voor het retabel was verstrekt door Filips de Stoute, de hertog van Bourgondië.
De zijluiken van Melchior Broederlam behoren tot de zeldzame getuigenissen van de hoogstaande paneelschilderkunst die voorafging aan Jan van Eyck en de andere Vlaamse Primitieven. Dit retabel en het gelijktijdig vervaardigde Retabel van heiligen en martelaren zijn de oudste bewaard gebleven voorbeelden van de Vlaamse retabels waar vooral de steden Brussel, Antwerpen en Mechelen in de 15e eeuw vermaard om waren.

## Geschiedenis
Filips de Stoute bestelde in 1390 twee altaarstukken bij de beeldsnijder Jacob de Baerze in Dendermonde. Het ging om een groot altaarstuk met de kruisiging en een iets kleiner altaarstuk met heiligen en martelaren. In de contracten stond vermeld dat hij twee bestaande altaarstukken als voorbeeld moest nemen, respectievelijk in de Bijlokeabdij in Gent en een kerk in Dendermonde ("église de mon dit seigneur"). In de literatuur wordt er meestal van uitgegaan dat deze voorbeelden door De Baerze waren gemaakt in opdracht van graaf Lodewijk van Male, maar dit valt niet uit het document op te maken. De retabels in Gent en Dendermonde zijn verloren gegaan en het is niet bekend in hoeverre de nieuwe retabels afweken van hun voorbeelden. Mogelijk was de verwijzing naar de bestaande retabels alleen bedoeld om het type retabel of de bestemming aan te duiden, respectievelijk voor een kloosterruimte en een kerk. De vervaardiging en het vervoer van de altaarstukken behoorden tot de kostbaarste ondernemingen in het kader van de bouw en inrichting van Champmol, het kartuizerklooster bij Dijon. De beide altaarstukken voor Champmol zijn bewaard gebleven, hoewel het kleinste retabel zijn beschilderde luiken heeft verloren.
Uit de rekeningen van het kartuizerklooster blijkt dat Jacob de Baerze op 25 mei 1390 de eerste betaling kreeg om de benodigde materialen aan te schaffen en aan de slag te gaan in zijn werkplaats in Dendermonde. In augustus 1391 verhuisde hij met de altaarstukken naar Dijon om ze af te werken. In september of oktober 1392 keerde hij terug naar Dendermonde. In december werden de altaarstukken naar Ieper vervoerd, waar Melchior Broederlam het vergulden en beschilderen van de altaarstukken voor zijn rekening moest nemen. Vermoedelijk was dit aanvankelijk niet de bedoeling, maar bleek de opdracht uiteindelijk te tijdrovend voor de beoogde schilder, Jean de Beaumetz, die zijn atelier in Dijon had en in principe belast was met het schilderwerk voor het kartuizerklooster. Beide schilders waren in dienst van de hertog. Op 28 februari 1393 werden de kosten voor Broederlams aandeel (voor "or, couleurs et autres estoffes") begroot op 800 francs, maar de goedkeuring voor de uitbetaling van het uitzonderlijk hoge bedrag werd een jaar lang uitgesteld. Broederlam beloofde het werk zonder bedrog of "mal engine" uit te voeren en ging ermee akkoord dat het eindresultaat door de plaatselijke experts ("d’ouvriers ayans en ce cognoissance") zou worden beoordeeld. Toen de hertog in februari 1394 een bezoek bracht aan zijn atelier in Ieper, waren Broederlam en zijn assistenten al bezig met een van de altaarstukken. Blijkens de betalingen bleef ook Jacob de Baerze in de jaren 1394 en 1396-1398 nog aan de altaarstukken werken. Waarschijnlijk was hij verantwoordelijk voor het demonteren en weer in elkaar zetten van het complexe houtsnijwerk ten behoeve van het vergulden en beschilderen door Broederlam.
In de zomer van 1399 keerden de voltooide altaarstukken zorgvuldig verpakt en onder begeleiding van Broederlam terug naar Dijon. In augustus werden ze geïnspecteerd door twee gens de finance en een groep experts, onder wie Claus Sluter en Johan Maelwael, de opvolger van de in 1396 overleden Jean de Beaumetz. Na de goedkeuring door de experts werden de retabels in het najaar van 1399 in de kerk geïnstalleerd. Het Kruisigingsretabel werd geplaatst op het altaar dat was gesticht door Jean de Berry, in de apsis van de kerk, direct achter het hoofdaltaar. Het retabel met Heiligen en martelaren was voor het altaar in de kapittelzaal. In september 1399 werd aan Broederlam een gift van 200 francs toegekend, die hij in december 1401 ontving.
Een rekening uit 1394 maakt melding van een retabel voor het hoofdaltaar van de kerk van Champmol. Sommige historici hebben hieruit afgeleid dat De Baerze een derde retabel heeft gemaakt, maar gezien het relatief lage bedrag dat hij toen ontving (104 francs) lijkt dit onwaarschijnlijk. Mogelijk was het Kruisigingsretabel oorspronkelijk bedoeld voor het hoofdaltaar en werden de plannen gewijzigd, toen de voltooiing van het retabel vertraging opliep, terwijl het altaar in 1392 al vrijwel gereed was. In juni 1392 schafte de hertog twee grote stukken ivoorsnijwerk aan, die wellicht op dat moment op het hoofdaltaar zijn geplaatst, waarna het Kruisigingsretabel ten slotte een andere bestemming kreeg.

## Beeldsnijwerk
Het beeldsnijwerk vormt een overgang van de traditionele inrichting van een retabel met uitsluitend rijen heiligen in nissen naar de Vlaamse retabels van de 15e en 16e eeuw met verhalende voorstellingen. De verfijnde architecturale opbouw werd maçonnerie genoemd.

### Verhalende voorstellingen
Op elk zijluik staan vijf heiligen en het middengedeelte is gereserveerd voor drie Bijbelse voorstellingen: de kruisiging, geflankeerd door de aanbidding door de koningen en de graflegging van Christus.
Een motief dat de drie scènes verbindt is mirre. De drie koningen brengen goud, wierook en mirre, en het is juist de derde koning die de toeschouwer indringend aankijkt. Zijn gift van mirre werd gezien als een aankondiging van de balseming van het lichaam van Christus, zoals weergegeven in de rechtergroep met de graflegging, waar de twee vrouwen de potten met mirre en aloë dragen (Lucas 23:56; Johannes 19:39). Voor de kartuizers, zoals onder andere beschreven door Ludolf van Saksen in zijn Vita Christi, was mirre vooral verbonden met versterving, zelfkastijding en meditatie over de dood van Christus. De centrale groep beeldt het moment uit waarop Jezus en de andere gekruisigden sterven: de ster en de maan geven aan dat de hemel is verduisterd en aan weerszijden van Jezus vliegen een engel en een duivel weg met de ziel van respectievelijk de goede en de slechte misdadiger. Onder aan het kruis staat de soldaat met de stok met de in zure wijn gedrenkte spons waarmee Jezus direct voor zijn overlijden zijn dorst moest lessen. Twee evangelisten vermelden dat hij direct voor de kruisiging wijn gemengd met mirre (Marcus 15:23) of gal (Matteüs 27:34) kreeg aangeboden en dat Jezus die aanvankelijk weigerde. Ludolf van Saksen borduurde hierop voort en gebruikte de wijn vermengd met mirre en gal onder andere als metafoor voor geestelijken en monniken die denken goed en godvruchtig te zijn, maar in werkelijkheid een slecht leven leiden. De figuur onder aan het kruis torst een ladder, die echter niet origineel is. Waarschijnlijk had hij oorspronkelijk een speer en staat hij gereed om de lansstoot toe te dienen om aan te tonen dat Jezus dood is. Het feit dat het lichaam van Jezus nog niet de wond in zijn zijde vertoont, terwijl dat wel het geval is bij de graflegging, geeft aan dat hier bewust is gekozen om het exacte moment van Jezus' overlijden uit te beelden.
Rechts staan de hoofdman en de andere bewakers van Jezus, die hem herkennen als de Zoon van God. Links staat Maria die wordt bijgestaan door Johannes, Maria Magdalena en anderen. Vooraan dobbelen de soldaten om de kleding van Jezus.

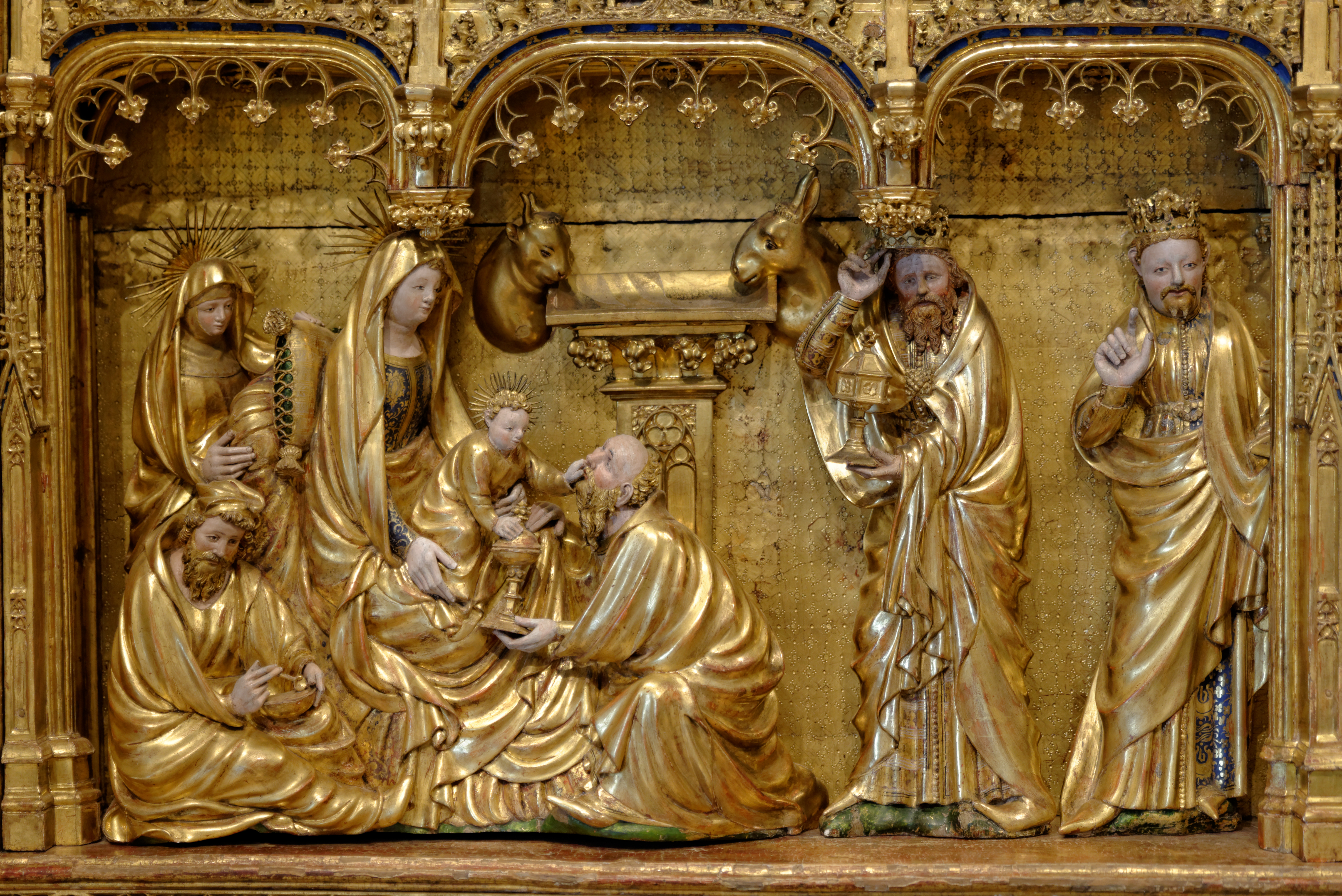
Aanbidding door de koningen
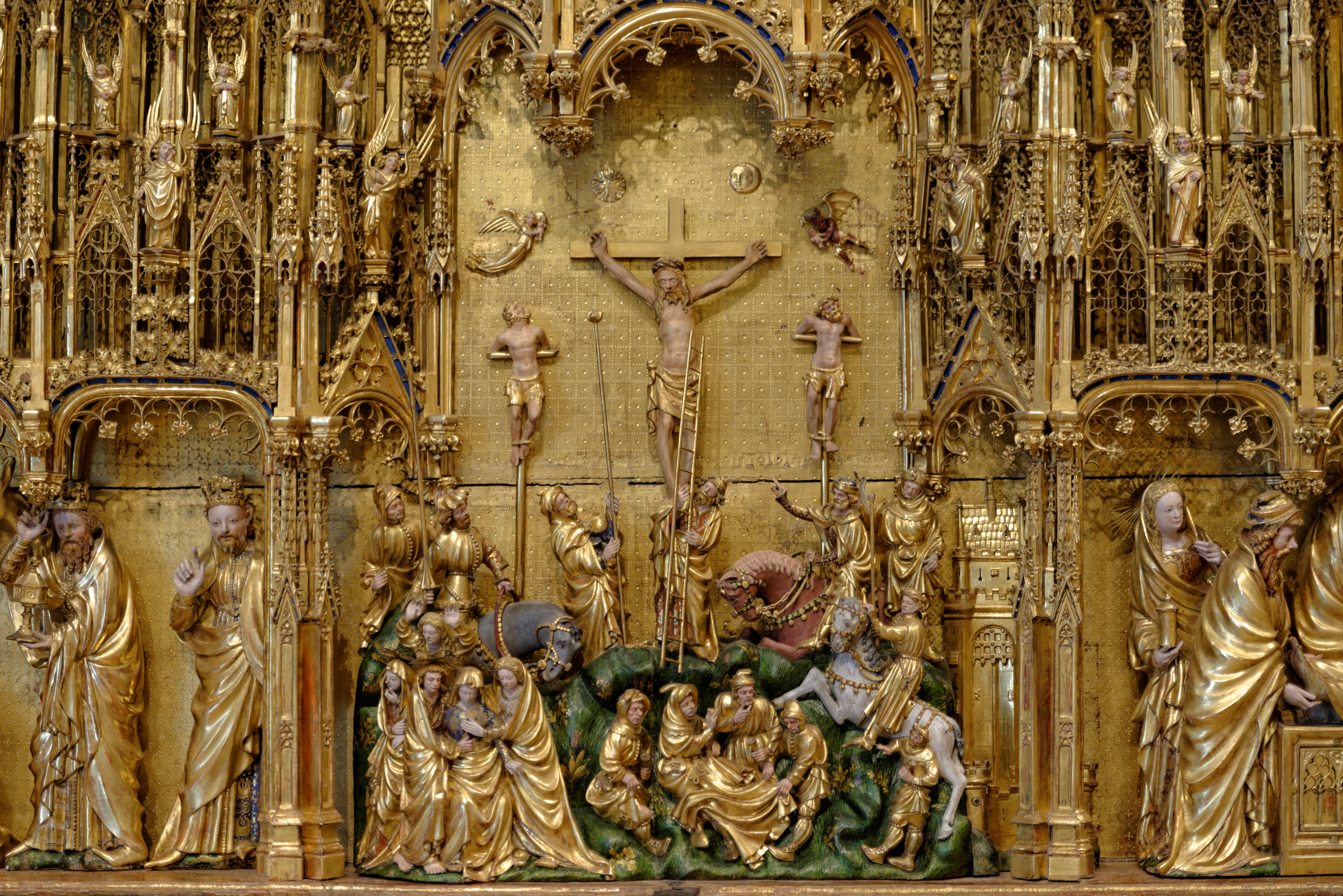
Kruisiging
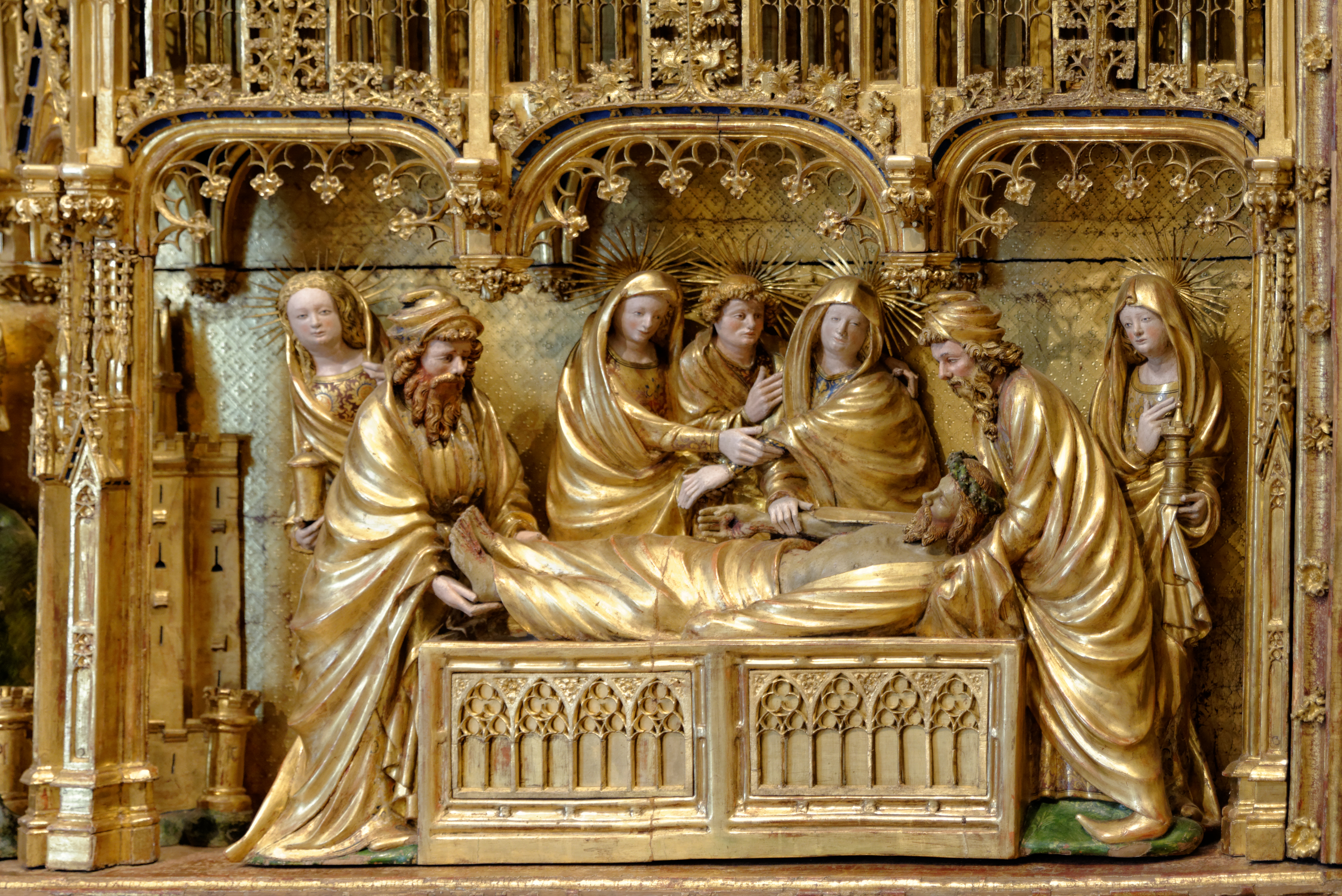
Graflegging

### Heiligen
De heiligen op het linkerpaneel zijn: Sint-Joris, Maria Magdalena, Johannes de evangelist, Sint-Catharina en Sint-Christoffel; en op het rechterpaneel: Sint-Antonius, Sint-Margaretha, een heilige koning, Sint-Barbara en een onbekende heilige (mogelijk Sint-Joost). De Sint-Joris is mogelijk gebaseerd op een beeld van Claus Sluter in het hertogelijk oratorium in Champmol dat De Baerze gezien kan hebben tijdens zijn verblijf in Dijon in 1391.

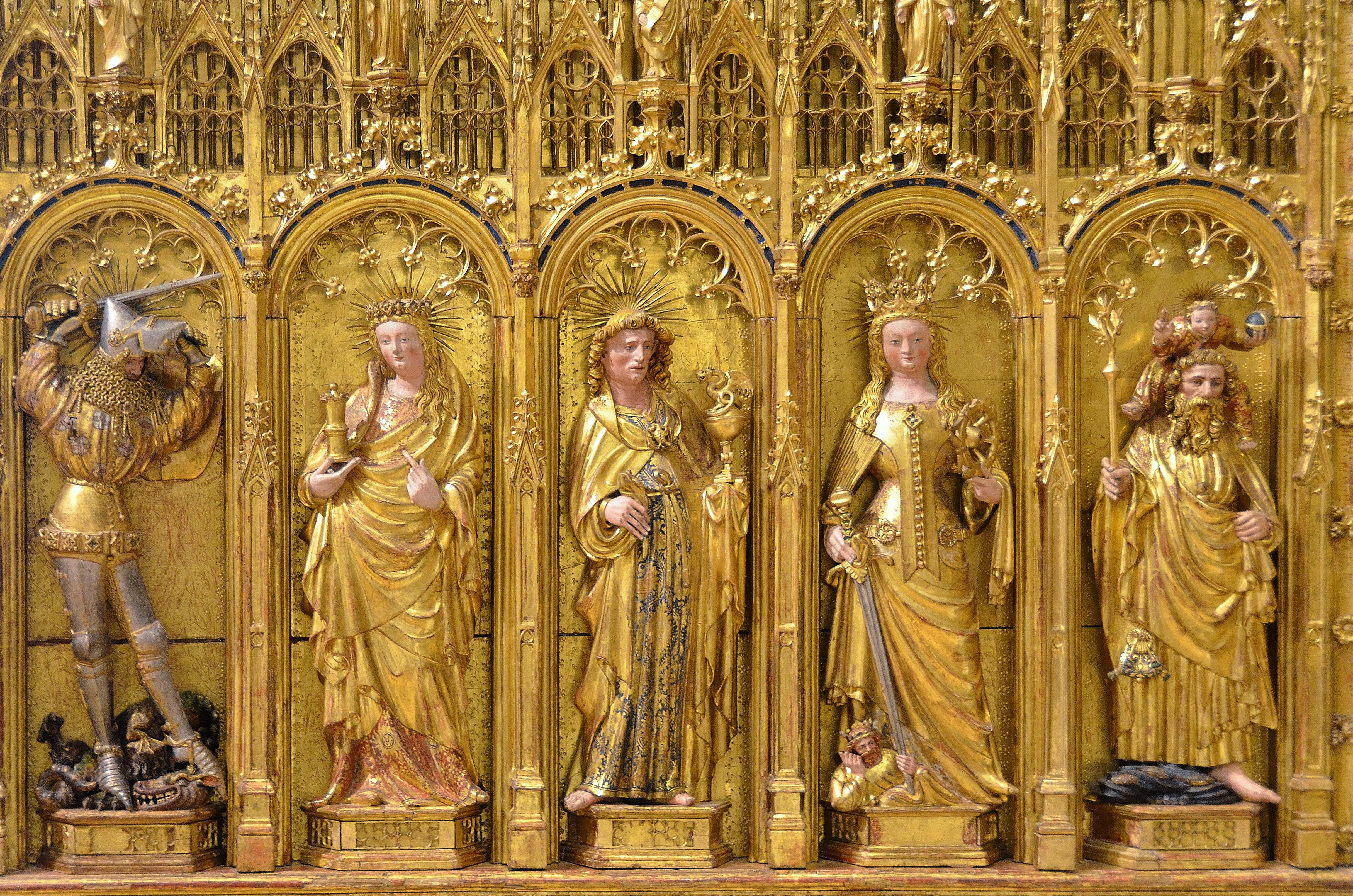
Linkerluik: Sint-Joris, Maria Magdalena, Johannes de evangelist, Sint-Catharina en Sint-Christoffel
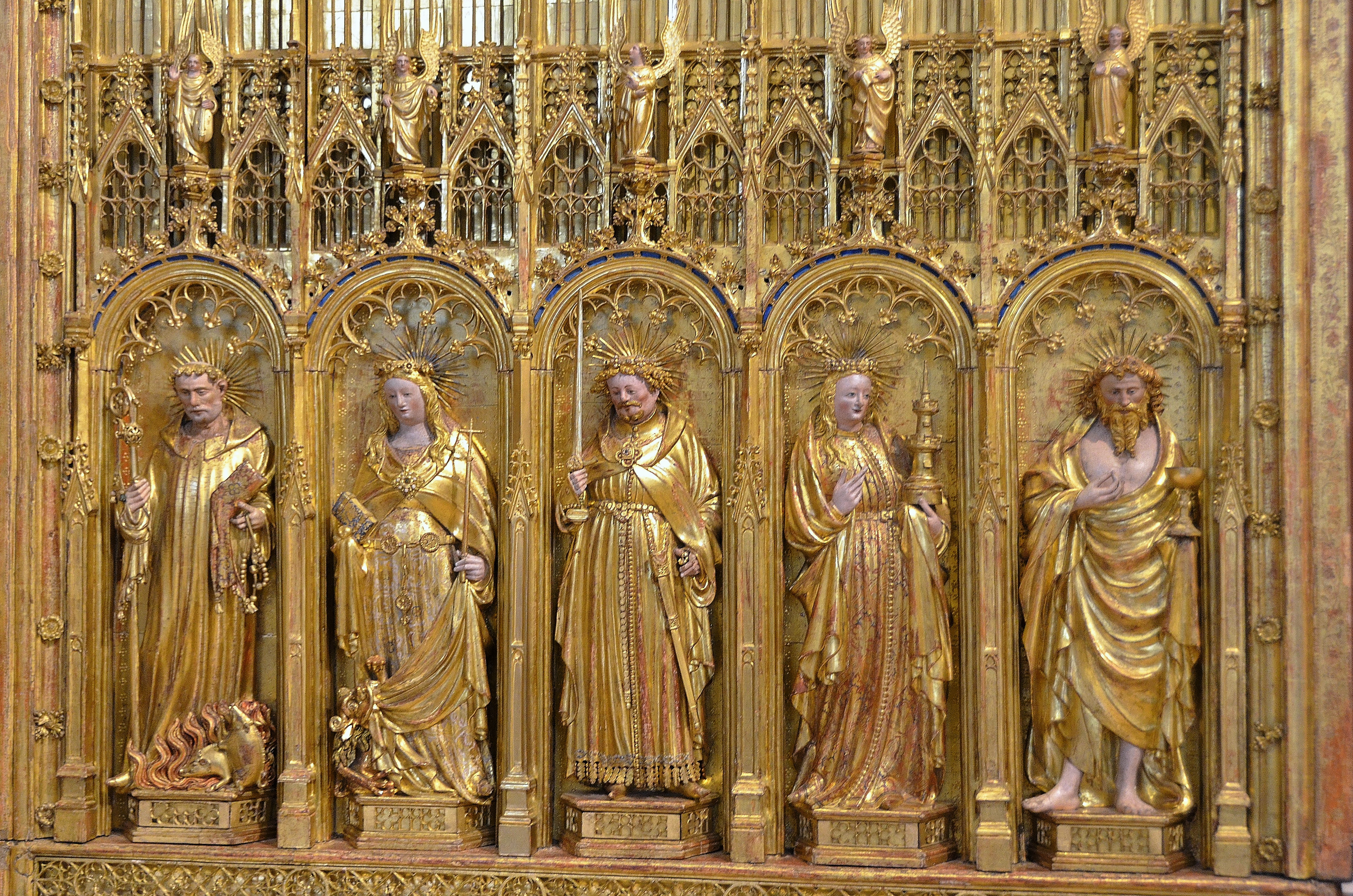
Rechterluik: Sint-Antonius, Sint-Margaretha, een heilige koning, Sint-Barbara en een onbekende heilige (mogelijk Sint-Joost)

## Schilderijen
De gesneden voorstellingen van het middendeel en de schilderijen op de buitenzijden van de zijluiken vullen elkaar aan. De schilderijen beelden de gebeurtenissen rond de geboorte van Christus uit, terwijl de geboorte zelf aan de binnenzijde is vertegenwoordigd door de aanbidding door de koningen. Het linkerpaneel speelt zich vóor de geboorte af, het rechterpaneel erna.

### Stijl en techniek

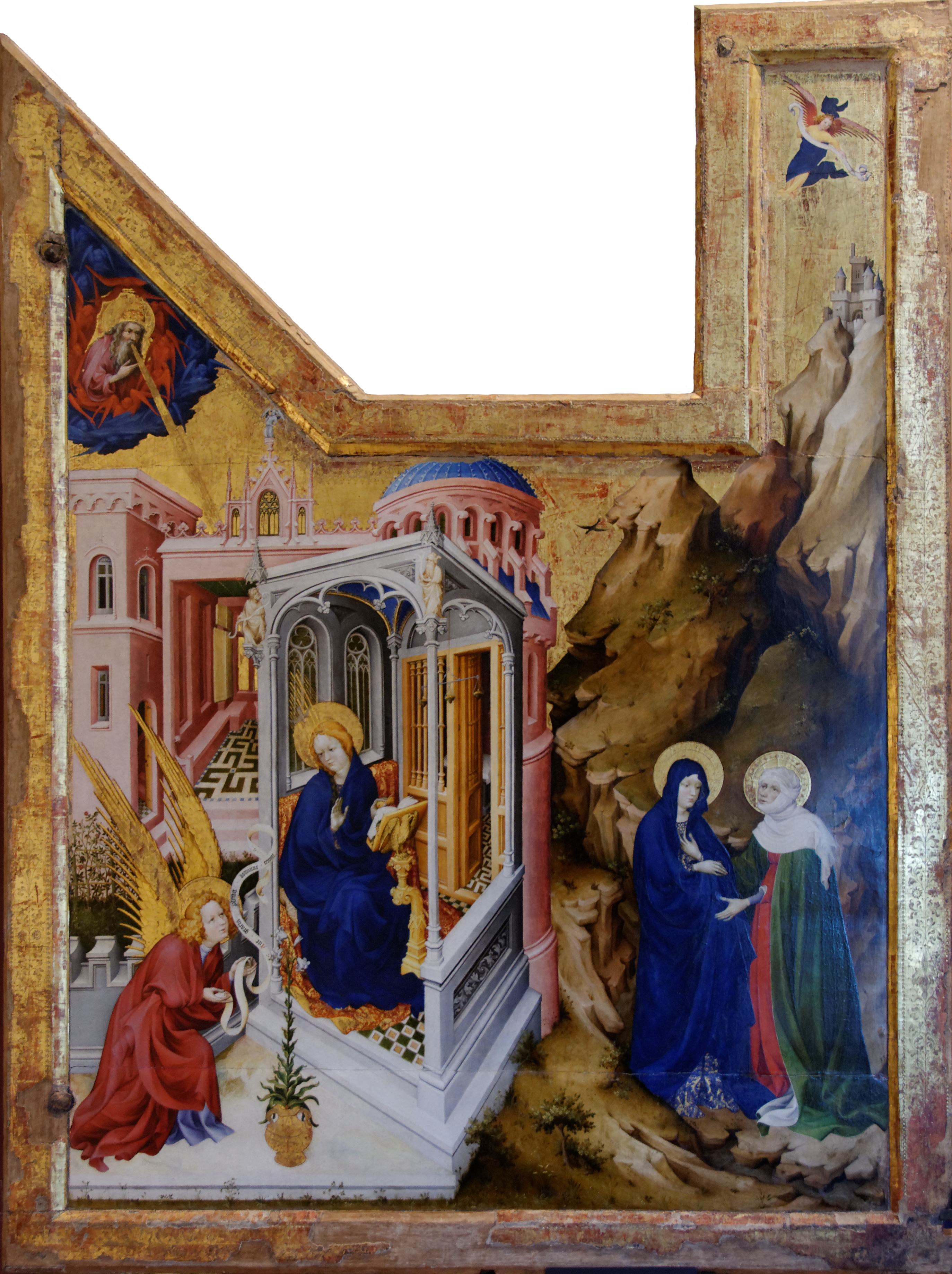
Linkerpaneel

De vooruitstrevende Broederlam schilderde met olieverf, maar doordat hij de verf opbracht alsof het tempera was en weinig gebruikmaakte van glaceringen, hebben zijn schilderijen niet de transparantie die Jan van Eyck enkele decennia later zou bereiken, mede dankzij diens experimenten met siccatieven. Door de heldere kleuren en het gebruik van dure pigmenten, zoals ultramarijn, hebben de panelen van Broederlam meer het karakter van uitvergrote, luxueuze miniaturen.
De landschappen gaan weliswaar eerder de hoogte dan de diepte in, maar Broederlam geeft de figuren genoeg ruimte om hen heen om de indruk te wekken dat ze zich ín het landschap bevinden in plaats van ervoor. De schematische rotslandschappen en bouwwerken zijn deels via de vorige generaties Franco-Vlaamse kunstenaars en miniaturisten ontleend aan Italiaanse voorbeelden, in het bijzonder die uit Siena, maar de weergave van de lichtval is gevarieerder en genuanceerder.
Hoewel de perspectivische constructie van vooral De annunciatie vrij primitief is, is het clair-obscur van de binnenruimtes overtuigend en geavanceerd. Broederlam kondigt het realisme van Jan van Eyck ook aan in de gezichten en gebaren van zijn figuren. Het zijn geen uitwisselbare types zoals daarvoor, maar karaktervolle personages die met verve hun rol spelen. De schilder combineerde dit nieuwe naturalisme met de sierlijkheid van de Internationale gotiek, die op dat moment dominant was.

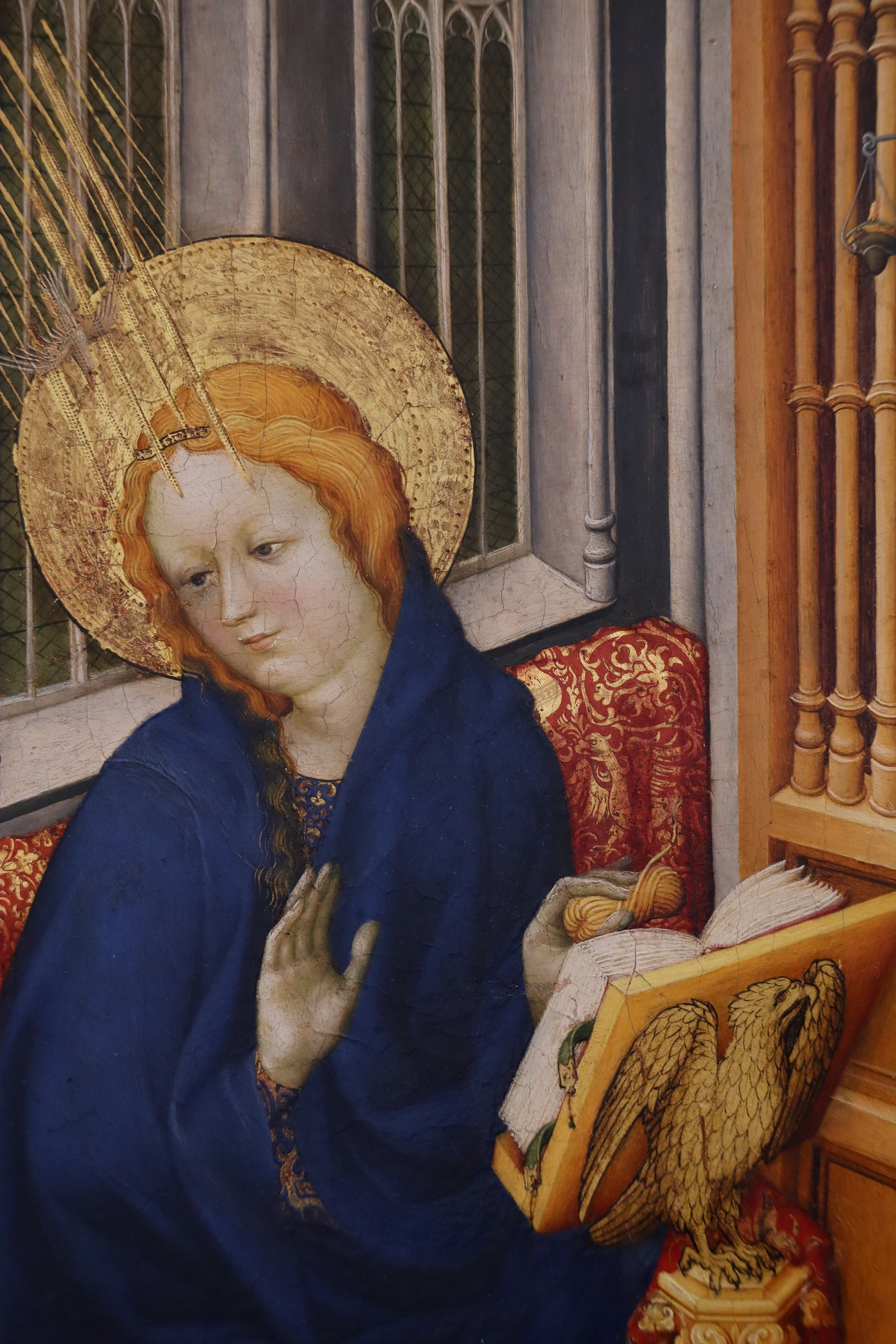
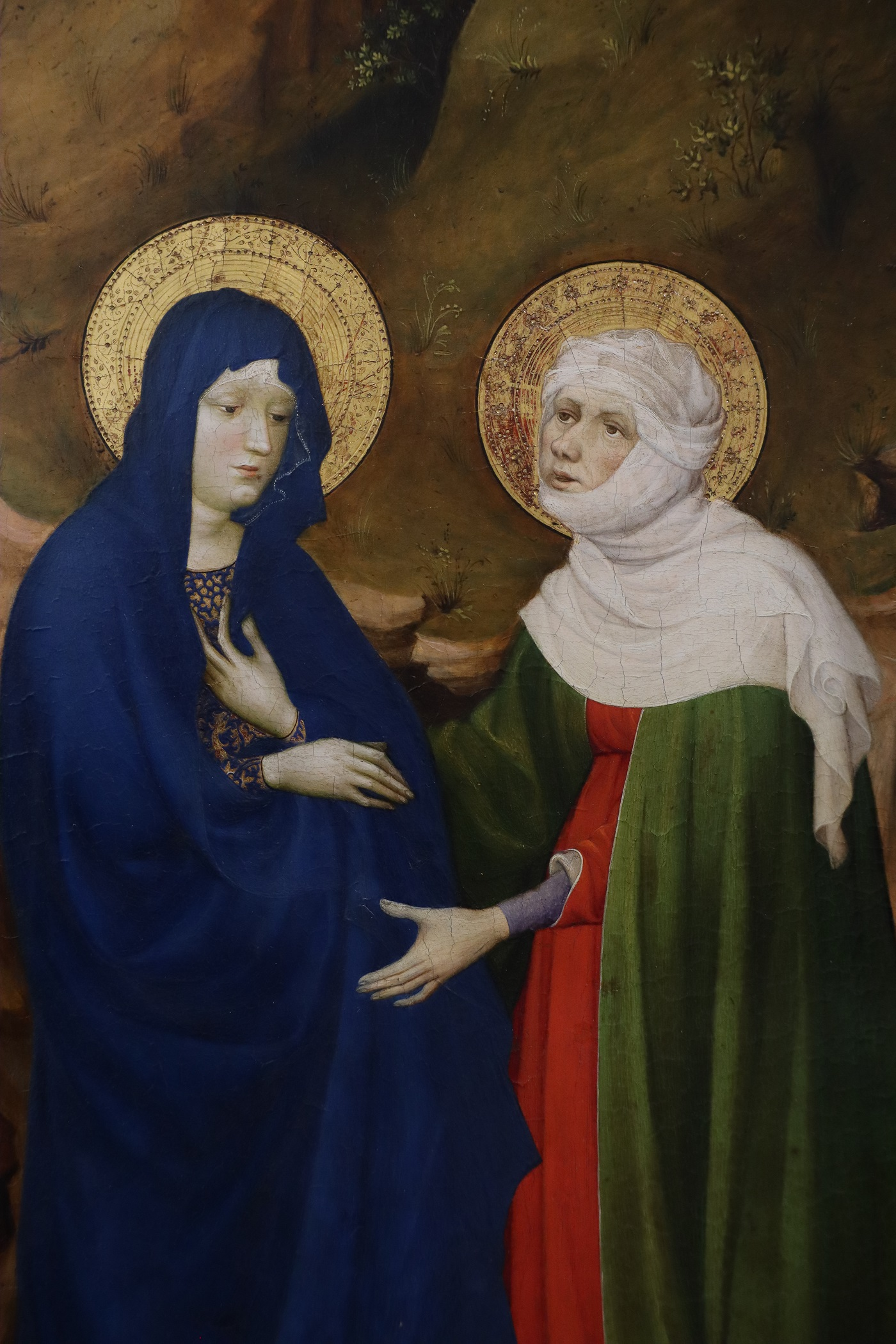
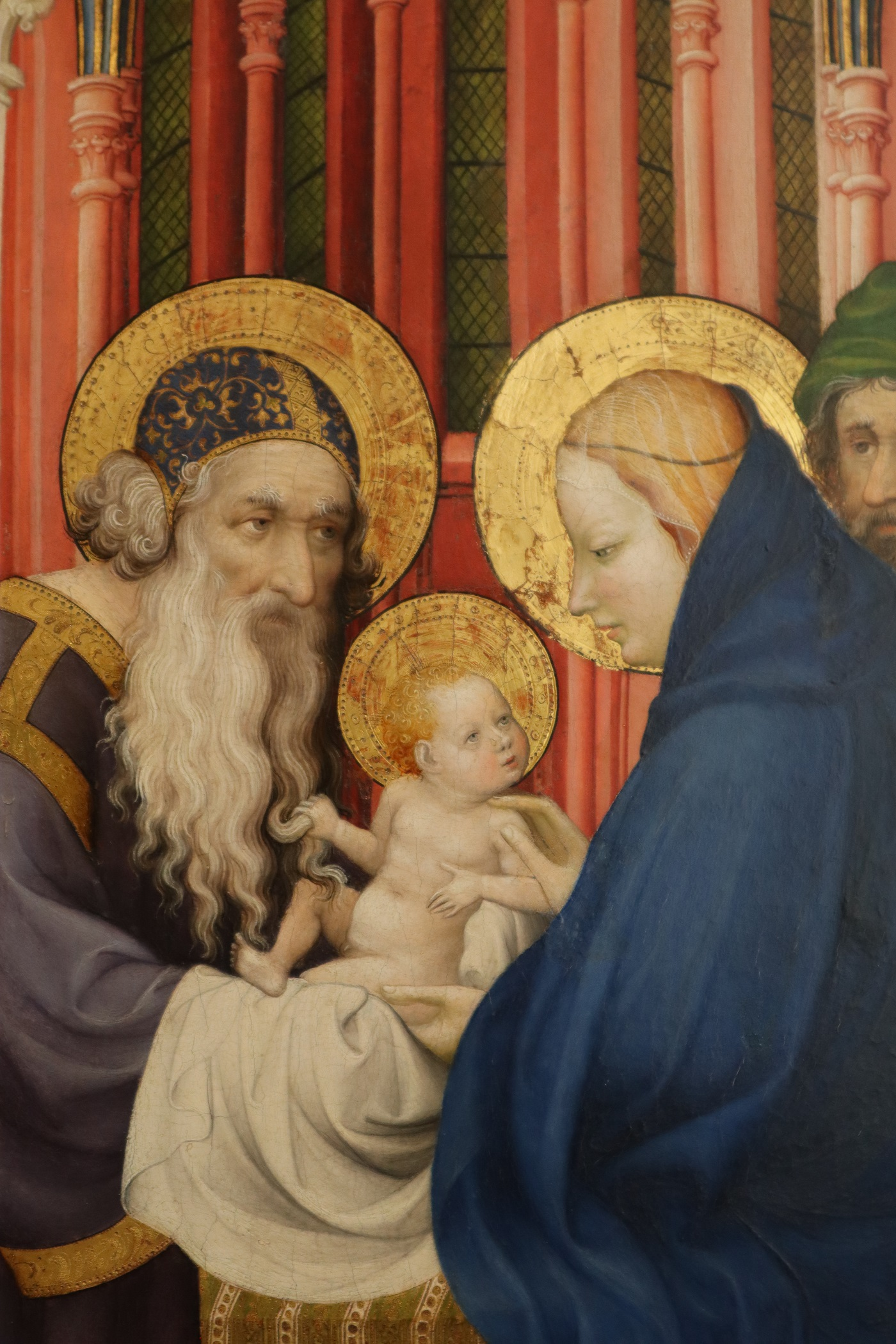
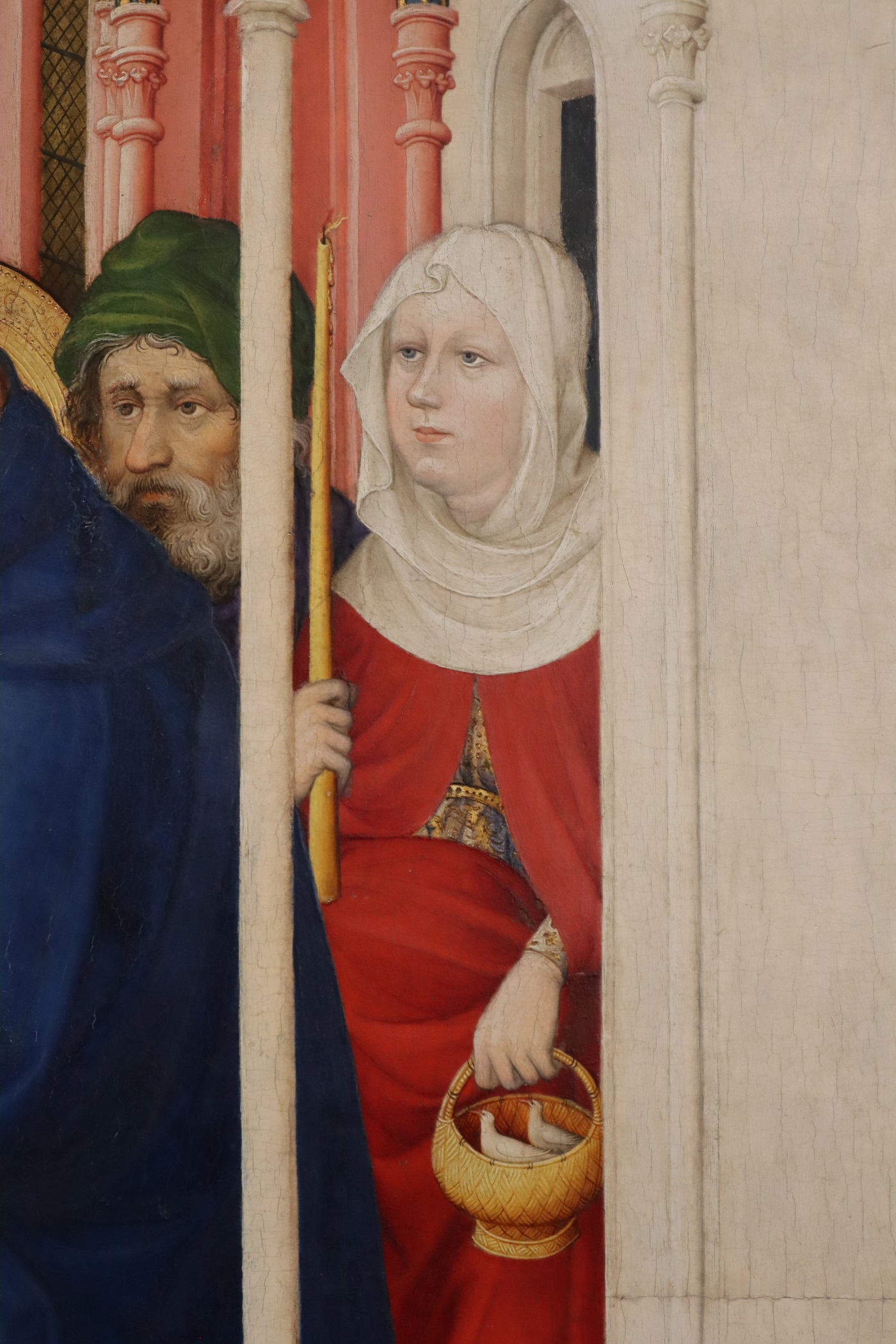

### De annunciatie
Het idee om de annunciatie in een soort galerij (portico of oratorium) te situeren, terwijl Gabriël ervoor staat, is van Italiaanse oorsprong, maar Broederlam heeft er een complexere constructie met schemerige doorkijkjes van gemaakt. De gebroeders van Limburg borduurden erop voort met perspectivisch overtuigendere varianten in onder andere hun Très Riches Heures.
Maria is omringd door symbolen van haar maagdelijkheid, zoals de hortus conclusus ("afgesloten tuin") met de bloeiende rozen en de karaf met de witte lelie. De ruiten van bladgoud en de goddelijke stralen met de nederdalende Heilige Geest verbeelden de metafoor van het licht dat door glas valt zonder het te breken.
De toren verwijst als symbool van kuisheid zowel naar heiligen zoals Barbara en Catherina als naar de mythe van Danaë, die aan het eind van de middeleeuwen soms werd beschouwd als een voorafbeelding van Maria. Deze interpretatie van de mythe werd uiteengezet in de 14e-eeuwse Fulgentius metaphoralis van Johannes Ridewall. Hoewel Danaë door haar vader werd opgesloten in een torenkamer om te voorkomen dat de voorspelling zou uitkomen dat haar zoon zijn grootvader zou vermoorden, werd ze alsnog zwanger van Perseus doordat Zeus haar bezocht in een regen van goud. Ridewall legde een parallel tussen deze bovennatuurlijke zwangerschap en die van Maria, die zwanger werd van de Heilige Geest, die vaak werd afgebeeld als een duif in een bundel gouden zonnestralen.
Het contrast tussen het gotische paviljoen en de oosterse koepeltoren verwijst naar het aanbreken van het nieuwe Tijdperk van de Genade (het christendom), dat het Tijdperk onder de Wet (het jodendom) aflost. Dit betekenisvolle verschil in bouwstijl werd later bij de Vlaamse Primitieven een terugkerend motief, waarbij Jan van Eyck het vaag oriëntaliserende van Broederlam en Robert Campin verving door historisch verantwoorde verwijzingen naar de lokale romaanse architectuur. Dezelfde tegenstelling wordt uitgedrukt door de schijnsculpturen van Mozes en Jesaja tegenover de realistische uitbeelding van Maria en Gabriël. Mozes symboliseert de wet en Jesaja was de oudtestamentische profeet die voorspelde: "Zie, de jonkvrouw zal zwanger worden en een zoon baren; en zij zal hem de naam Immanuel geven." (Jesaja 7:14) De stenen beelden herinneren aan Ambrogio Lorenzetti's Presentatie in de tempel uit 1342. De Heilige Drie-eenheid wordt waarschijnlijk gesymboliseerd door het vrijstaande, drievoudige venster op het gebouw – tevens een symbool van het nieuwe licht (lux nova) van het christendom dat de duisternis van het jodendom verdreef – en door de luchter met drie olielampen achter Maria.
De gevarieerde tegelpatronen zijn in verband gebracht met een van Broederlams werkzaamheden voor Filips de Stoute, die uit rekeningen vanaf 1388 bekend zijn, namelijk ordonnance de carrelages ("het ontwerpen van tegelvloeren") voor de gloriette (torenkamer) in het kasteel van Hesdin.

### De visitatie
Het bezoek van Elisabeth aan Maria tijdens haar zwangerschap van Jezus wordt verhaald in Lucas 1:39-45. Elisabeth was op dat moment zwanger van Johannes de Doper en zodra Maria haar begroette, sprong haar "kind van vreugde op in [haar] schoot". Er is op gewezen dat dit de enige, indirecte verwijzing is naar Johannes de Doper, de patroonheilige van de stichter van het altaar, Jean de Berry. Dit is ook een aanwijzing dat het retabel oorspronkelijk voor een ander altaar was bestemd.
Broederlam was nog gebonden aan de traditie om de ruimte boven het landschap van bladgoud te voorzien als een weergave van de plek waar God, engelen en duivels huizen, maar hij nam met zijn roofvogel die vanaf een rots naar beneden zweeft, wel al een voorschot op de uitbeelding van de hemel als een blauwe lucht waar vogels rondvliegen, zoals op het Lam Gods van de gebroeders Van Eyck, enkele decennia later. In de boekverluchting zou deze ontwikkeling sneller gaan, in het bijzonder in de ateliers van Jacquemart de Hesdin, de Boucicaut-meester en de gebroeders Van Limburg.

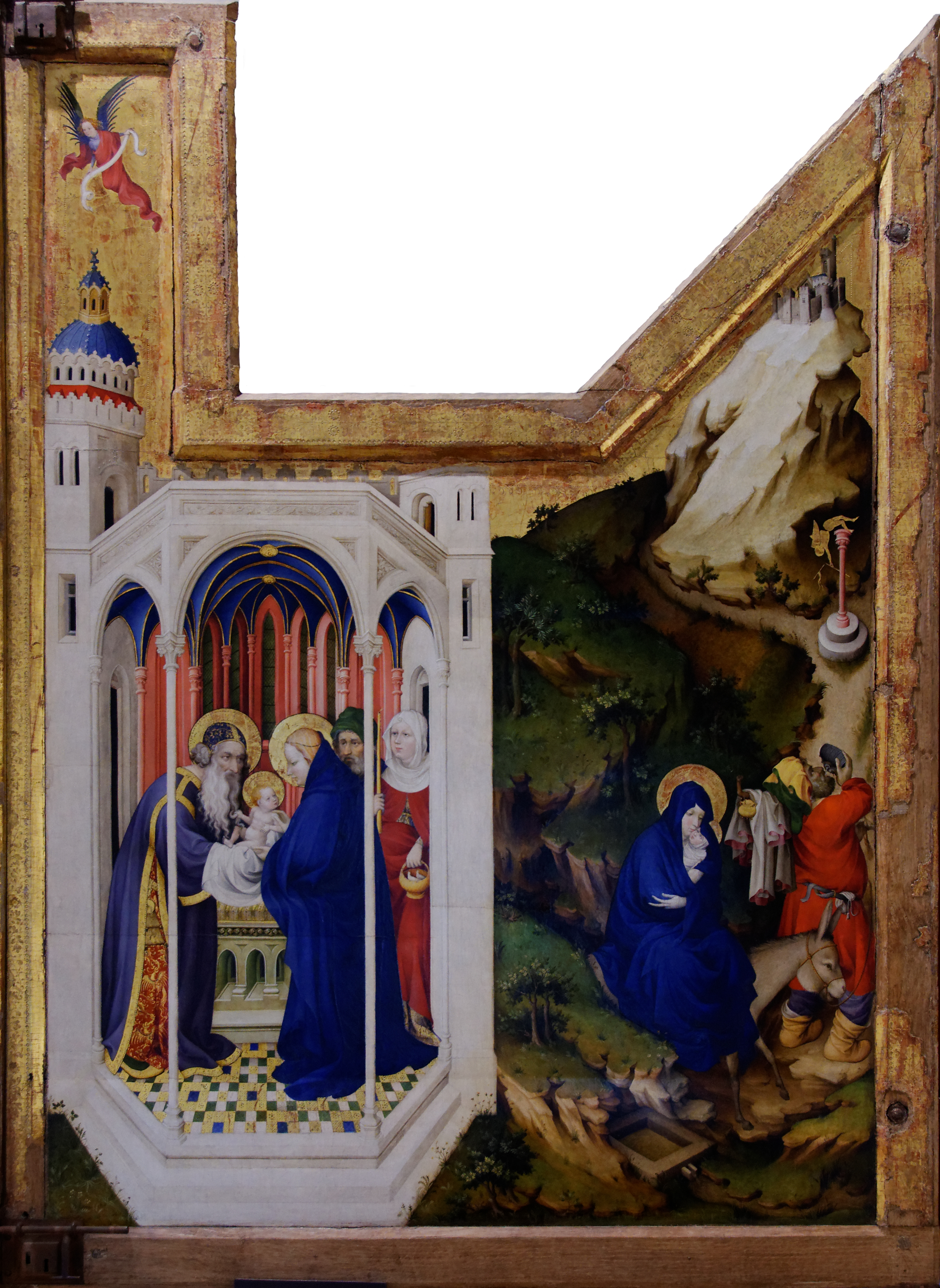
Rechterpaneel

### De presentatie in de tempel
De presentatie in de tempel volgt het verhaal in het evangelie volgens Lucas. Maria en Jozef zijn met Jezus naar de tempel gegaan, omdat volgens de joodse wet de mannelijke eerstgeborene dertig dagen na zijn geboorte moest worden opgedragen aan God ter herinnering aan de uittocht uit Egypte. De oude man is Simeon die zijn wens in vervulling zag gaan dat hij Christus zou zien voordat hij stierf. De compositie in centraal perspectief is vaak in verband gebracht met het eerder genoemde schilderij van Ambrogio Lorenzetti, maar de veelhoekige vorm van de ruimte herinnert nog meer aan het werk van diens broer Pietro Lorenzetti.
Terwijl Ambrogio Lorenzetti de hogepriester en Simeon apart afbeeldt, zijn bij Broederlam de beide figuren met elkaar versmolten: hij draagt zowel het exotische gewaad van de joodse hogepriester als de halo van Simeon, de christelijke heilige. Deze combinatie, die al eeuwen eerder voorkwam in de Byzantijnse kunst, gaat mogelijk terug op het apocriefe Proto-evangelie van Jakobus (hoofdstuk 24) waarin wordt verteld dat Simeon de hogepriester van de tempel werd na de dood van Zacharias.
Achter Maria staan Jozef en een jonge vrouw met een kaars en het mandje met de twee tortelduiven. Zij verwijst naar de afsluiting van de reinigingsperiode van Maria na haar zwangerschp, waarbij twee duiven moesten worden geofferd. Lucas suggereert dat de beide rituelen gelijktijdig worden uitgevoerd, hoewel de reiniging van de moeder volgens de joodse wet eigenlijk tien dagen later dan de opdracht van de eerstgeborene moest plaatsvinden. De brandende kaars verwijst naar de eeuwenoude traditie om tijdens processies op Maria-Lichtmis kaarsen te dragen. Compositorisch neemt de jonge vrouw de plaats in van de profetes Anna, die volgens Lucas ook aanwezig was en in Italiaanse voorstellingen wel, maar in de Noord-Europese kunst meestal niet werd afgebeeld.

### De vlucht naar Egypte
Het verhaal waarin Maria, Jezus en Jozef naar Egypte vluchten om aan koning Herodes te ontsnappen, staat in Matteüs 2:13-15. Er wordt alleen vermeld dat ze 's nachts vluchtten en dat ze in Egypte bleven totdat Herodes was overleden. De uitbeelding door Broederlam gaat grotendeels terug op de uitgebreidere versie in de apocriefe Pseudo-Matteüs.
Het populairste detail van de beide panelen is de drinkende Jozef op het rechterluik. Deze monumentale toepassing van een traditioneel motief uit de marginalia van verluchte manuscripten – een oude man die in de openlucht zijn dorst lest – werd op zijn beurt weer nagevolgd in manuscripten, zoals het Brugse getijdenboek in Rouen. Broederlams uitbeelding van Jozef is echter meer dan een boertig, Vlaams-realistisch detail. Het is een verwijzing naar de waterbron onder aan het schilderij, die volgens de legende op wonderbaarlijke wijze was ontstaan toen ze tijdens hun vlucht naar Egypte dreigden om te komen van de dorst. Jozef heeft op het schilderij zojuist zijn veldfles gevuld met het wonderwater waarvan hij nu een slok neemt. Een andere anekdote, die eveneens uit de Pseudo-Matteüs afkomstig is, wordt geïllustreerd door het vallende afgodsbeeld op de achtergrond.
Terwijl het linkerpaneel laat zien dat de wereld vóor de geboorte van Christus een kale woestenij was, reist de Heilige Familie op het rechterpaneel door een weelderig groen landschap, alsof Christus op zijn tocht naar Egypte gaandeweg de zondige, zieltogende wereld geneest en de natuur de komst van de Verlosser verwelkomt.

### Ter vergelijking

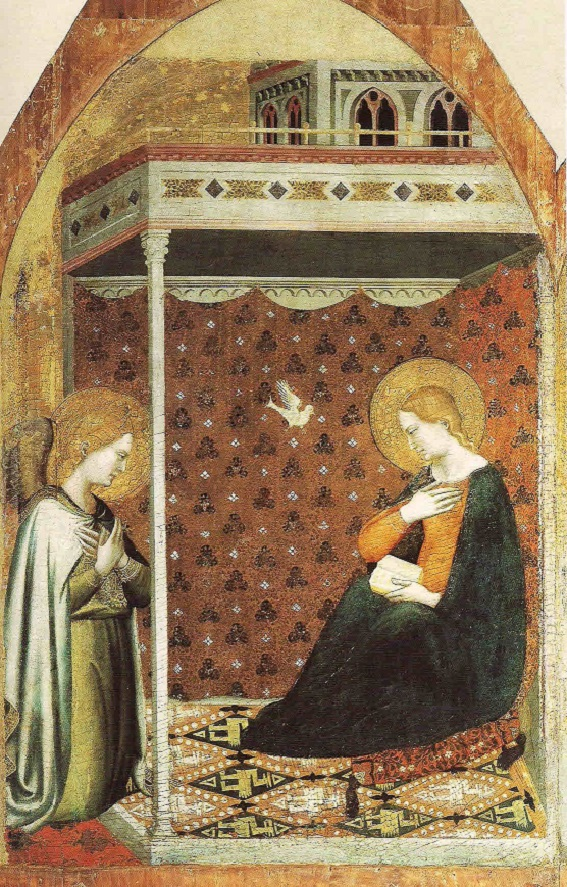
Puccio di Simone, De annunciatie, ca. 1350, San Lorenzo, Florence
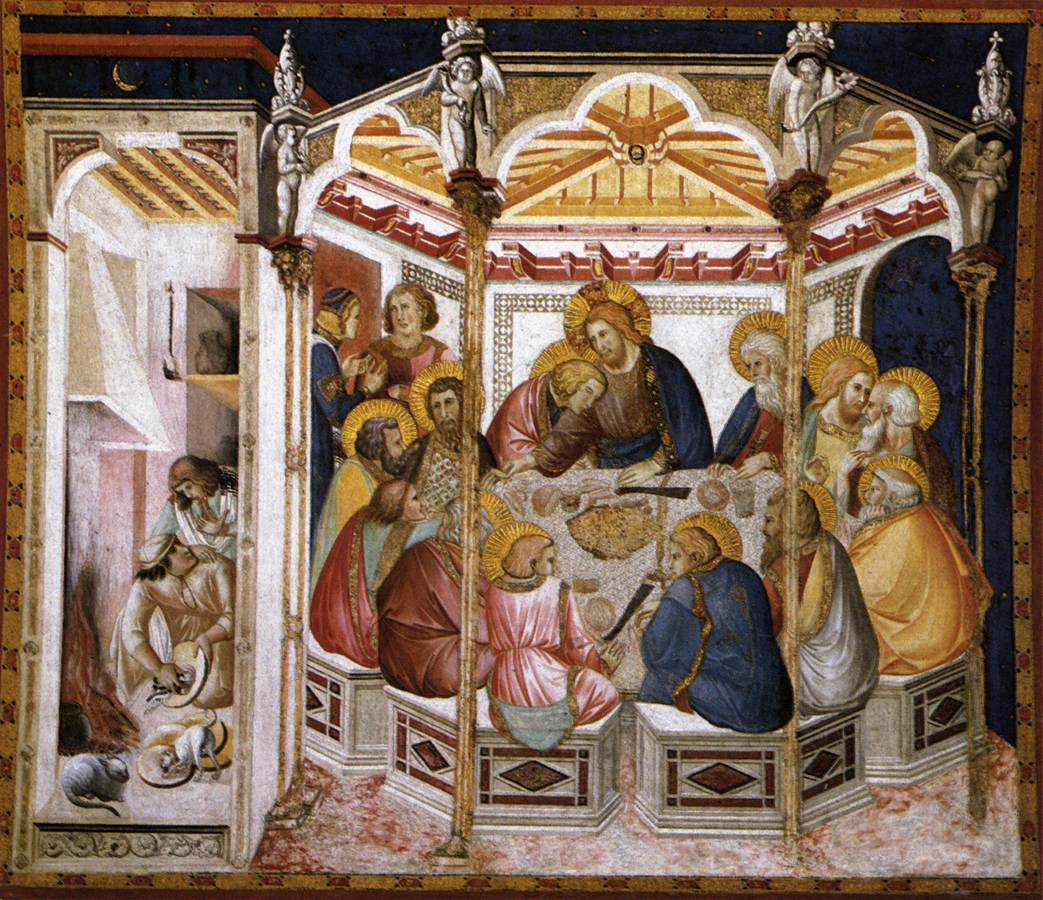
Pietro Lorenzetti, Laatste Avondmaal, ca. 1310-1320, Assisi
Ambrogio Lorenzetti, De presentatie in de tempel, 1342, Uffizi, Florence

## Navolging

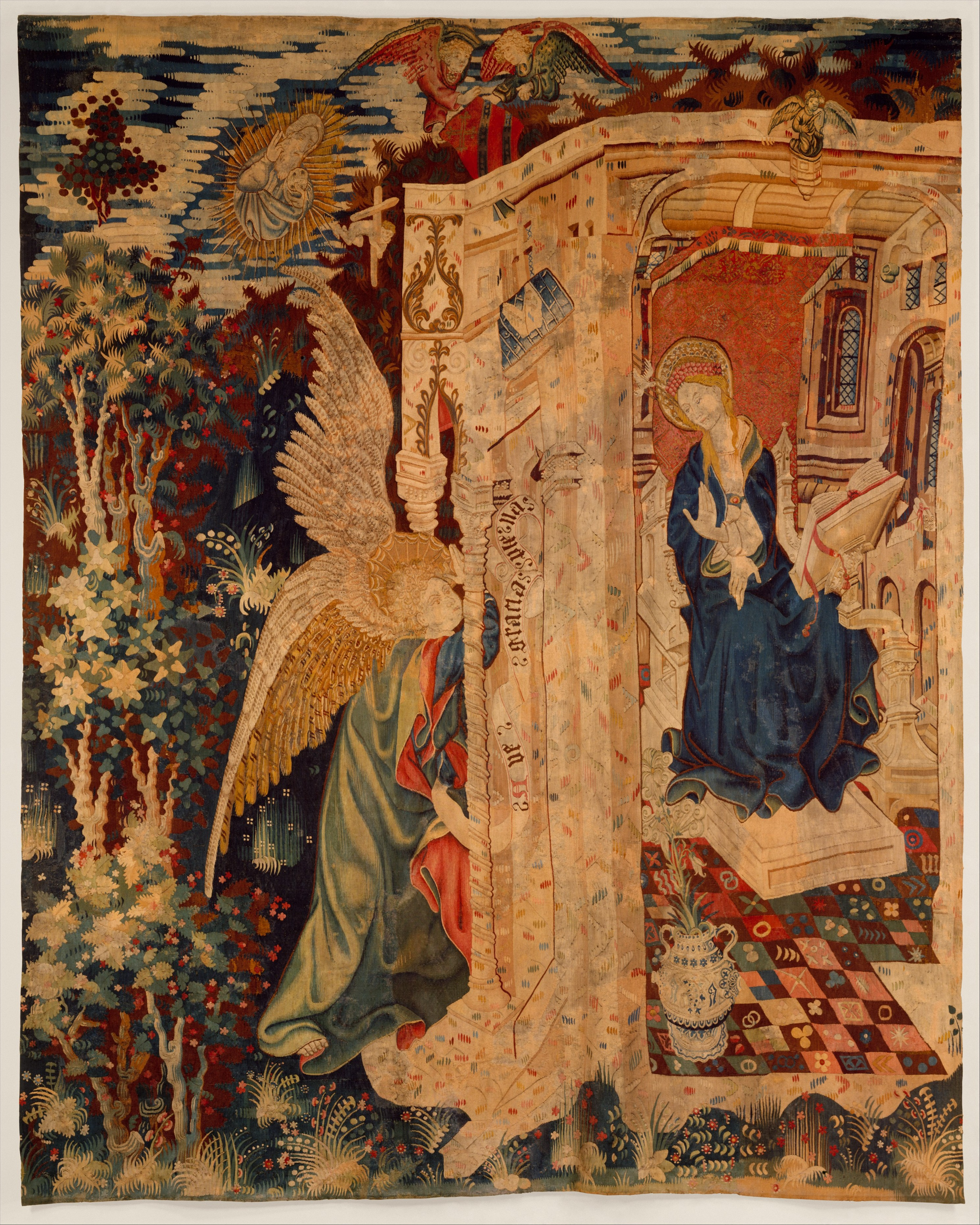
Tapijt met de annunciatie, ca. 1410-1420, Metropolitan Museum of Art, New York
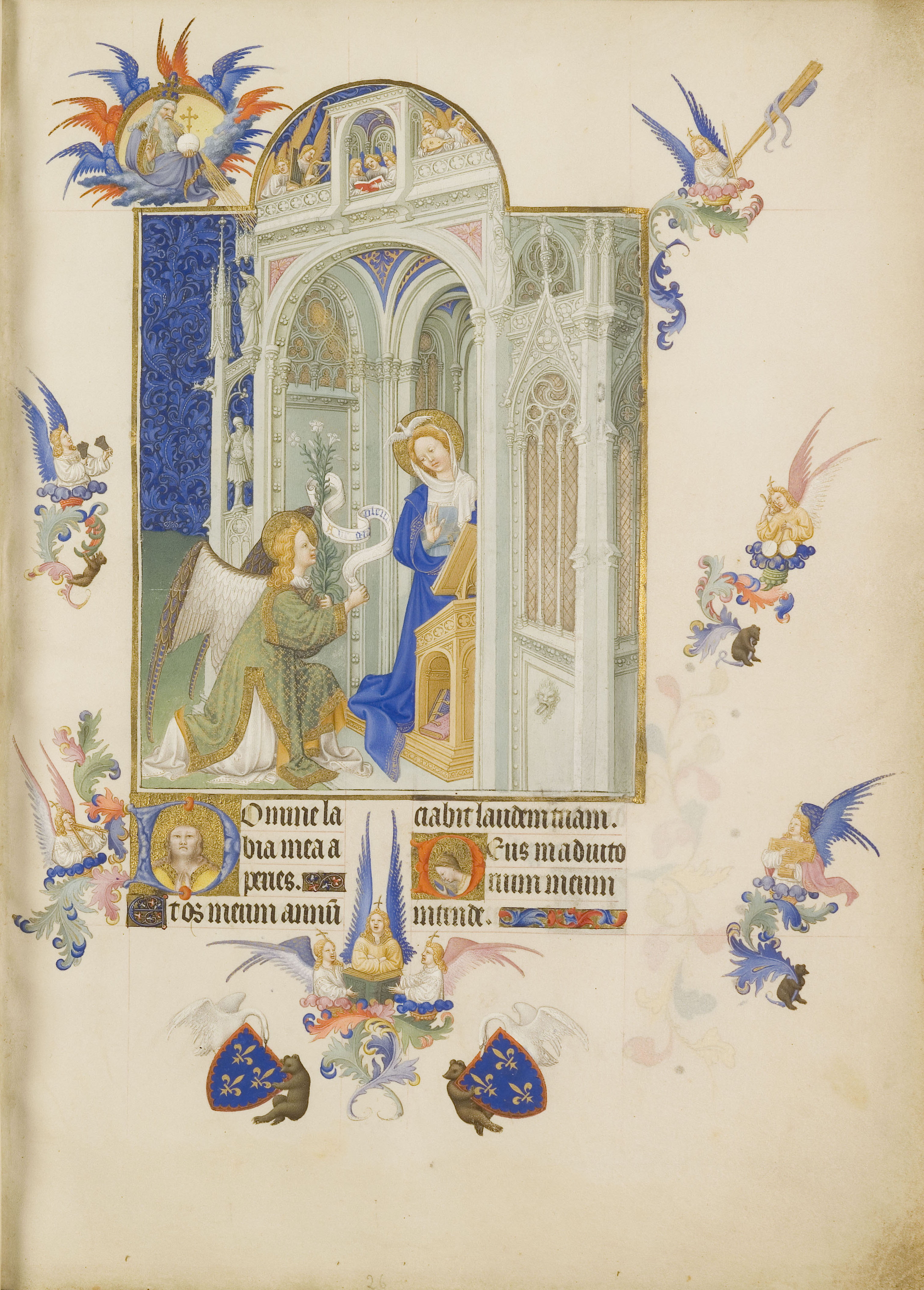
Gebroeders Van Limburg, Très Riches Heures du duc de Berry, fol. 26r, Musée Condé, Château de Chantilly

## Herkomst

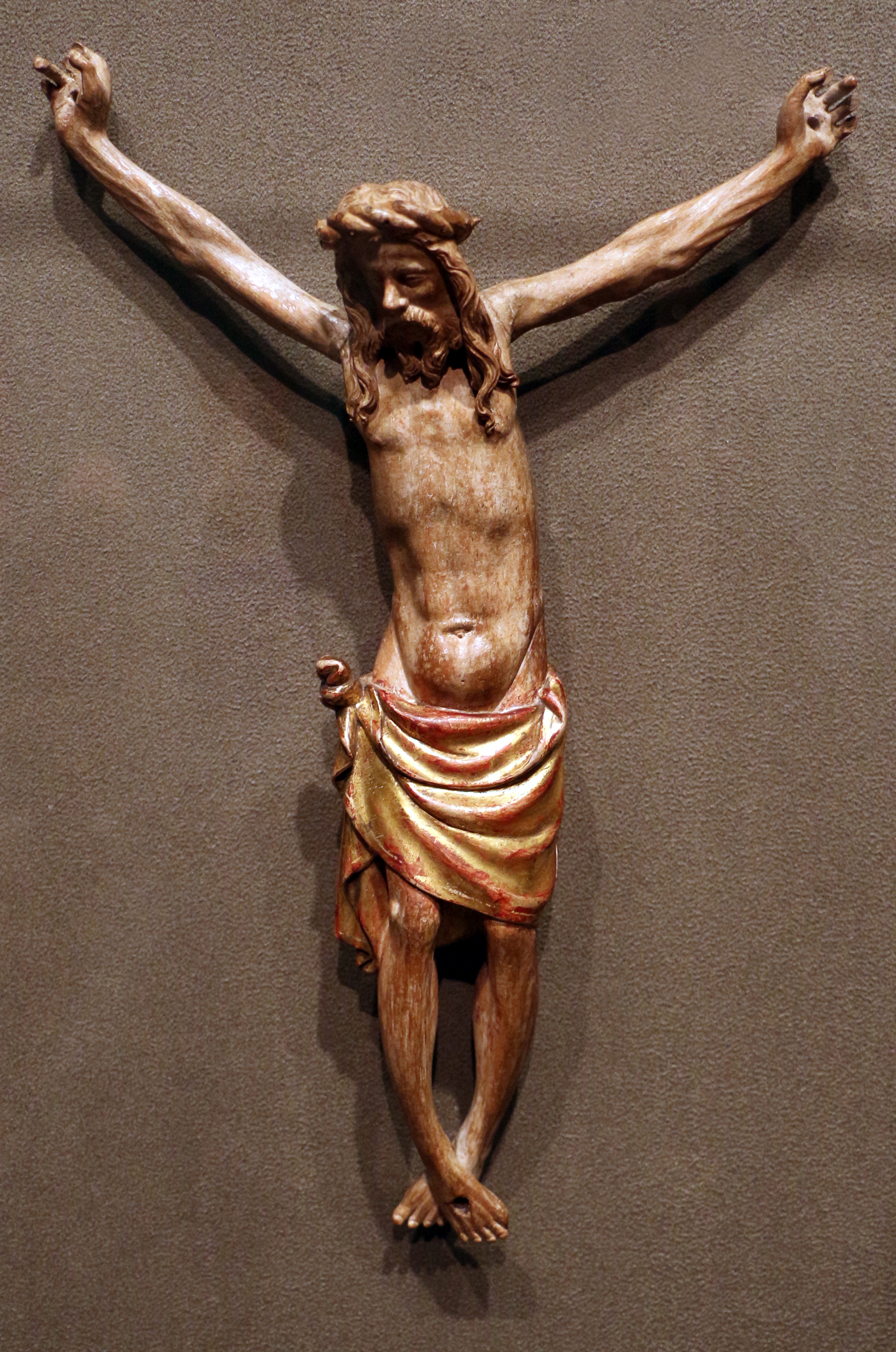
Jacob de Baerze en Melchior Broederlam, het originele Christusbeeld, Art Institute of Chicago

De altaarstukken van De Baerze en Broederlam werden in 1390-1399 vervaardigd in opdracht van Filips de Stoute voor het kartuizerklooster Champmol en bleven daar bijna vier eeuwen. Na de Franse Revolutie werden ze in 1792 overgebracht naar de Saint-Bénigne, de kathedraal van Dijon. Het Kruisigingsretabel verhuisde in 1819 naar het Musée des Beaux-Arts van Dijon, in 1827 gevolgd door het retabel met de Heiligen en martelaren, waarvan de geschilderde panelen toen al waren verdwenen. De retabels zijn in 2011-2013 opnieuw gerestaureerd en conserveerd.
De Sint-Joris van het Kruisigingsretabel werd voor 1793 ontvreemd, maar kon later door het museum in Dijon worden teruggekocht van een kunsthandelaar in Lyon en herenigd met het retabel. Het Christusbeeld van het Kruisigingsretabel werd tijdens een 19e-eeuwse restauratie vervangen door een nieuw exemplaar. Na omzwervingen door Dijon belandde het origineel ten slotte bij een kunsthandelaar in Parijs, die het in 1910 verkocht aan Bertha Honoré Palmer in Chicago. Haar zoon schonk het in 1944 aan het Art Institute of Chicago.